# خدمات شبكات الجيل التالي
خدمات شبكات الجيل التالي هو مصطلح دارج ليس له معنى محدد. ويستخدم المصطلح، في بعض مجتمعات الاتصالات السلكية واللاسلكية، بطريقة غير دقيقة للإشارة إلى الخدمات التي لا يتم توفيرها تقليديًا من خلال شبكات تبديل الدائرة المستخدمة لدى شركات الاتصالات السلكية واللاسلكية. وتتضمن هذه الخدمات الصوت عبر الإنترنت (VoIP) وتلفزيون بروتوكول الإنترنت (IPTV) والتطبيقات المعتمدة على التواجد والتراسل الفوري والخدمات القائمة على الموقع. ويتم نشر كل هذه الخدمات المذكورة على سبيل المثال وتُستخدم على الإنترنت أو عبر شبكات بروتوكول الإنترنت الخاصة ويُتاح الدخول إليها من شبكات تبديل الدائرة التقليدية.

## هيئات المعايير ومنتديات دعم الصناعة
ظهرت منتديات مختلفة للصناعة لتعزيز وكذلك لتوحيد الخدمات المتطورة لشبكات الجيل التالي. وتستفيد خدمات الشبكة الجديدة هذه من الحلقة المشتركة لخدمة البث المتعدد للإنترنت (IMS) في طبقة الإشارة الأفقية.
- التحالف من أجل حلول صناعة الاتصالات السلكية واللاسلكية (ATIS)
- منتدى قابلية التشغيل البينى لتلفزيون بروتوكول الإنترنت نسخة محفوظة 6 أغسطس 2020 على موقع واي باك مشين. (IIF)
- منتدى متعدد الخدمات (MSF)
- منتدى خدمة البث المتعدد للإنترنت/شبكات الجيل التالي (IMS/NGN)
- منتدى بروتوكول بدء الجلسة

تستضيف هذه المنتديات بشكلٍ عام فعاليات قابلية التشغيل البينى التي يوضح العديد من البائعين من خلالها أن الخدمات المعتمدة على المعايير التي تروجها المنتديات يمكن نشرها فعليًا. وتنشر المنتديات أيضًا المواصفات واتفاقيات قابلية التشغيل البينى جنبًا إلى جنب مع هيئات المعايير.

## فعاليات قابلية التشغيل البينى
- منتدى خدمة البث المتعدد للإنترنت بلاجفيستس
- منتدى بروتوكول بدء الجلسة "SIPit" أحداث اختبار قابلية التشغيل البينى لـبروتوكول بدء الجلسة
- المنتدى متعدد الخدمات قابلية التشغيل البينى للمنتدى العالمي متعدد الخدمات مرة كل سنتين